# Lingua dei segni britannica
La lingua dei segni britannica (BSL, British Sign Language) è una lingua dei segni sviluppata spontaneamente da bambini sordi in numerose scuole in Inghilterra, Galles, Scozia ed in altri territori sotto il Commonwealth britannico.
Da essa deriva la lingua dei segni nordirlandese.

## Aspetti legislativi
Il Parlamento di Scozia ha approvato un disegno di legge sul riconoscimento della lingua dei segni britannica, il 17 settembre 2015 venne approvata all'unanimità.